# Ong Valley
Das Ong Valley ist ein 8 km langes und größtenteils eisfreies Tal in der antarktischen Ross Dependency. In der Miller Range liegt es unmittelbar westlich der Kreiling Mesa.
Das Advisory Committee on Antarctic Names benannte das Tal 1966 nach dem Ingenieur John S. Ong, der im Rahmen des United States Antarctic Research Program von 1962 bis 1963 an der Traverse zur Amundsen-Scott-Südpolstation beteiligt war.